# Loi fédérale sur le crédit à la consommation
Lire en ligne

Site officiel

La loi fédérale sur le crédit à la consommation (abréviation LCC) est une loi fédérale s'appliquant en Suisse avec l'objectif d'augmenter la protection de l'emprunteur contre le surendettement. Le 1er janvier 2003 la loi révisée a pris effet. La loi du crédit à la consommation comprend les crédits à la consommation et contrats de leasing à des personnes physiques, qui n'ont pas d'intention professionnelle ou commerciale, les cartes de crédit et fidélité ainsi que les découverts bancaires.
L'ordonnance relative à la loi fédérale sur le crédit à la consommation (OLCC), promulguée par le Conseil fédéral (RS 221.214.11), règle quelques dispositions d'exécution spéciales, entre autres le taux d'intérêt annuel maximal de 10 % au-dessus du taux SARON 3 mois.

## Types de prêt
La loi du crédit à la consommation s'applique aux types de crédit, respectivement contrats de paiements, suivants :
- Découverts bancaires sur compte en cours et
- Découverts de compte, que la banque accepte implicitement
- Cartes de crédit et cartes de fidélité avec option de crédit
- Prêts (surtout crédits de financement), délais de paiement et aides financières semblables
- certains contrats de leasing

### Exceptions
Un découvert bancaire ne tombe pas sous le coup de la loi sur le crédit à la consommation s'il est (art. 7) :
- garanti directement ou indirectement par des gages immobiliers
- couvert par le dépôt d'une garantie bancaire
- couvert par suffisamment d'avoirs déposés par le consommateur auprès du prêteur
- d'un montant de moins que 500 CHF ou plus que 80 000 CHF[2]
- d'une durée ou le consommateur doit rembourser le crédit en trois mois

En outre, la loi s'applique seulement si l'emprunteur est une personne physique et que le crédit va être pris pour un usage privé.

## Contenu du contrat
Le contrat de crédit à la consommation est soumis à des exigences formelles assez strictes (art. 9). Il doit dans tous les cas être fait par écrit et contenir le montant net ainsi que le TAEG, lesquels sont le coût total pour l'emprunteur et d'autres dépenses éventuelles. Le délai de remboursement planifié avec les mensualités respectlives doit aussi être données. Le contrat doit également contenir un passage permettant à l'emprunteur un remboursement complet du montant total sous réduction des intérêts. La possibilité de révocation doit aussi être mentionnée dans le contrat.
Des exigences supplémentaires s'appliquent pour le contrat de crédit à la consommation (art. 10) et le contrat de crédit-bail (art. 11). Un remboursement immédiat par exemple n'est pas possible à tout moment, mais au contraire, en cas de résiliation du contrat, l'emprunteur doit de l'argent au bailleur pour cette résiliation.

## Vérification de la capacité de crédit
L'examen de la capacité de contracter un crédit du consommateur est obligatoire (art. 28). Un consommateur est considéré comme solvable, si la mensualité ne dépasse pas la part saisissable du revenu. En ce cas, un remboursement en un maximum de 36 mois est présumé. Le montant de crédit maximal est déterminé par la loi, ce pourquoi la part saisissable du revenu est multiplié par 36.

## Droit de révocation de l'emprunteur
L'emprunteur peut révoquer par écrit un découvert bancaire dans les 14 jours suivant la réception de la copie du contrat qui lui est destinée. L'emprunteur n'a pas de droit de révocation s'il accepte tacitement les découverts bancaires.

## Taux d'intérêt maximum
Le taux d'intérêt maximum a été réduit de 15% à 10%. Le nouveau taux d'intérêt maximum de 10% au-dessus du taux SARON 3 mois (SAR3MC) est en vigueur depuis le 1er juillet 2016.

## Obligation d'annoncer
La loi dispose que le prêteur doit annoncer le crédit à la consommation ou contrat de leasing accordé au centre de renseignement (art. 25). En ce qui concerne les comptes liés à une carte de crédit ou à une carte de client avec option de crédit, l'obligation d'annoncer s'applique seulement à partir d'un montant qui reste à payer de 3 000 CHF (art. 27).

## Courtage en crédit
Une autorisation est nécessaire pour le courtage en crédit commercial en Suisse (art. 39). Celle-ci est délivrée par le canton dans lequel le courtier en crédit a son siège. Il est interdit aux courtiers de crédit de prélever des frais de courtage ou de traitement.

## Loi fédérale contre la concurrence déloyale (LCD)
En plus de la LCC, les articles 3k-n de la Loi fédérale contre la concurrence déloyale s'appliquent aussi. En particulier l'article 3n, qui prescrit que l'octroi de crédit est interdit s'il conduit à un surendettement du consommateur.